# Acantholimon armenum
Acantholimon armenum är en triftväxtart som beskrevs av Pierre Edmond Boissier och Alfred Huet du Pavillon. Acantholimon armenum ingår i släktet Acantholimon och familjen triftväxter. En underart finns: A. a. balansae.

## Bildgalleri

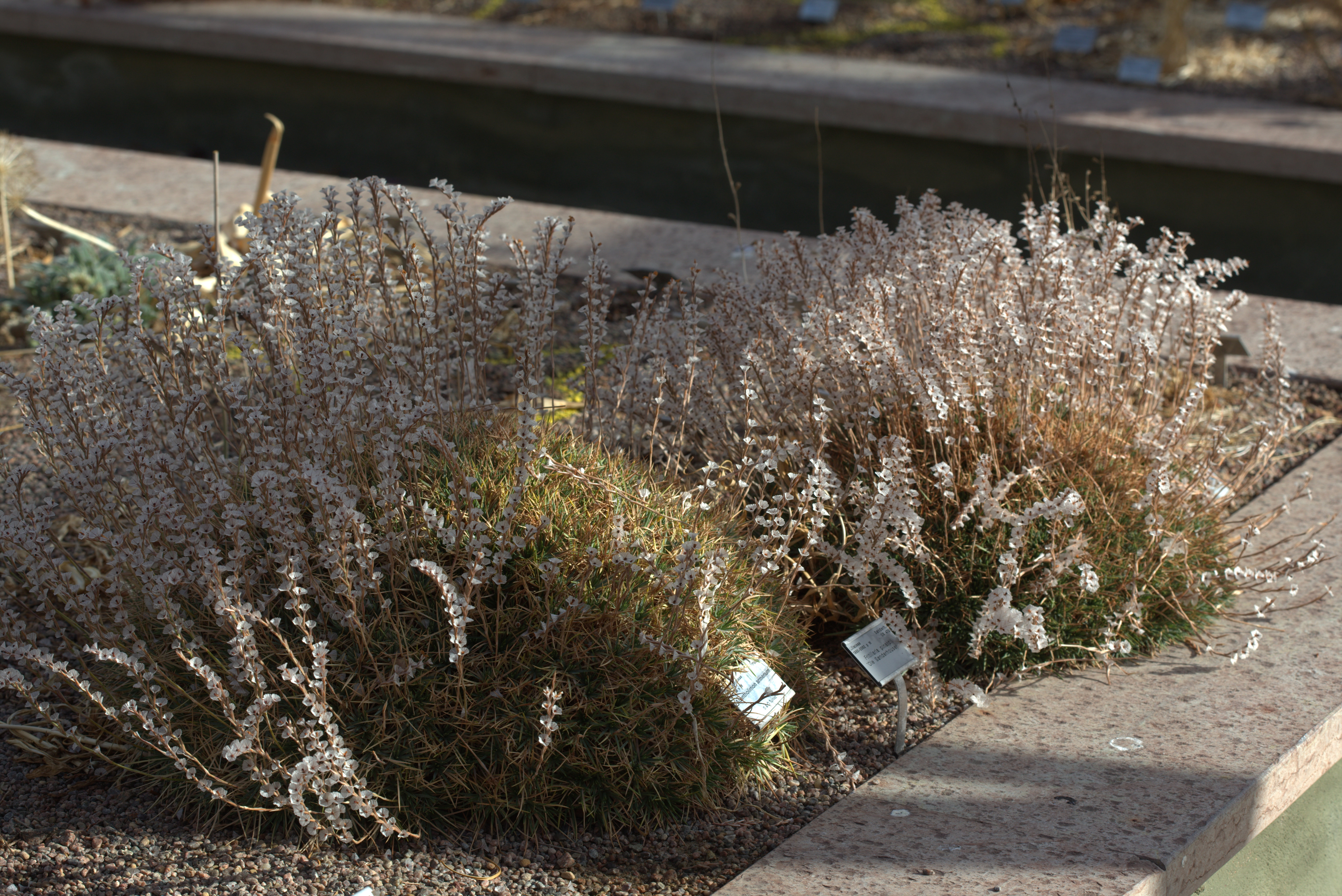
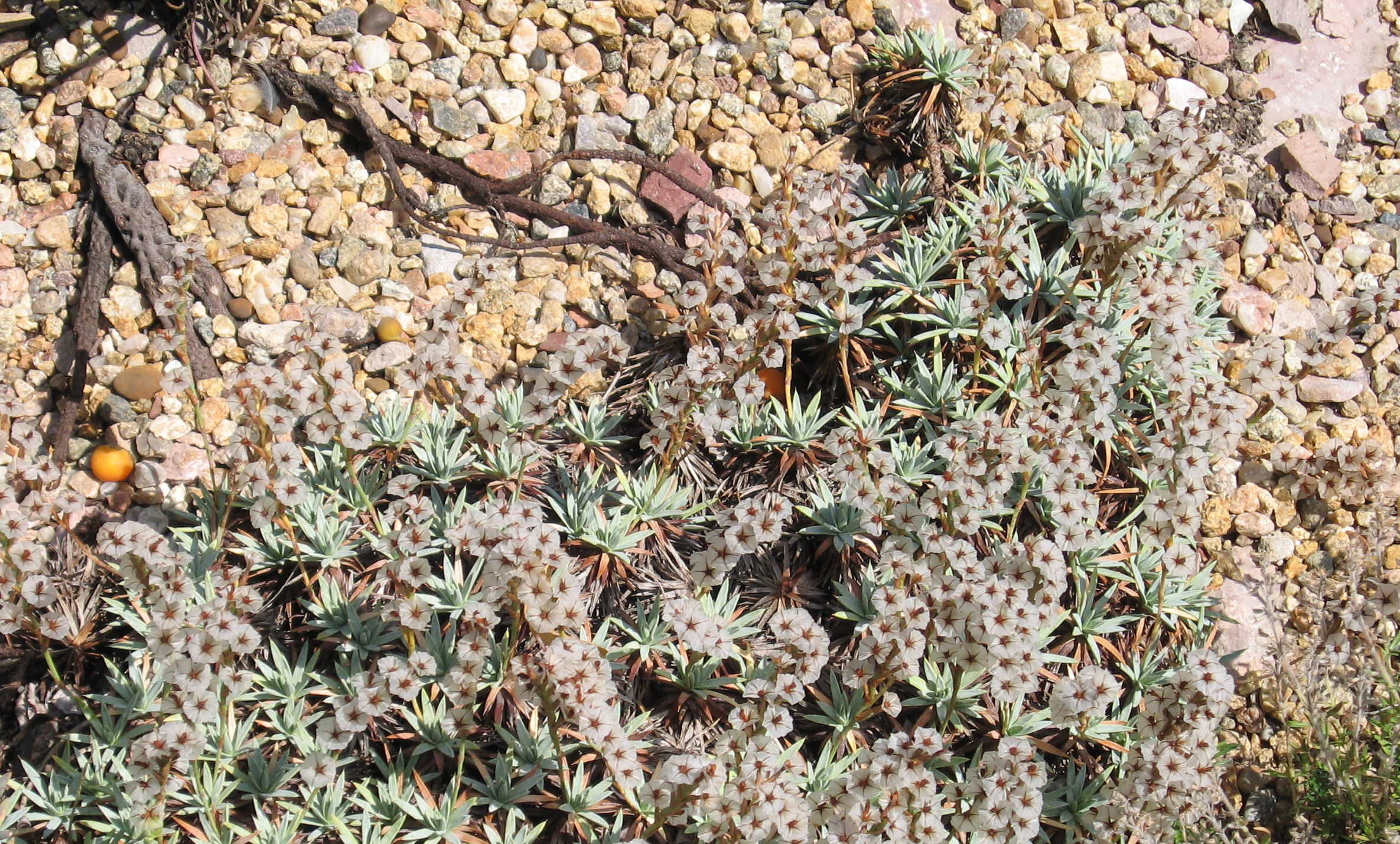
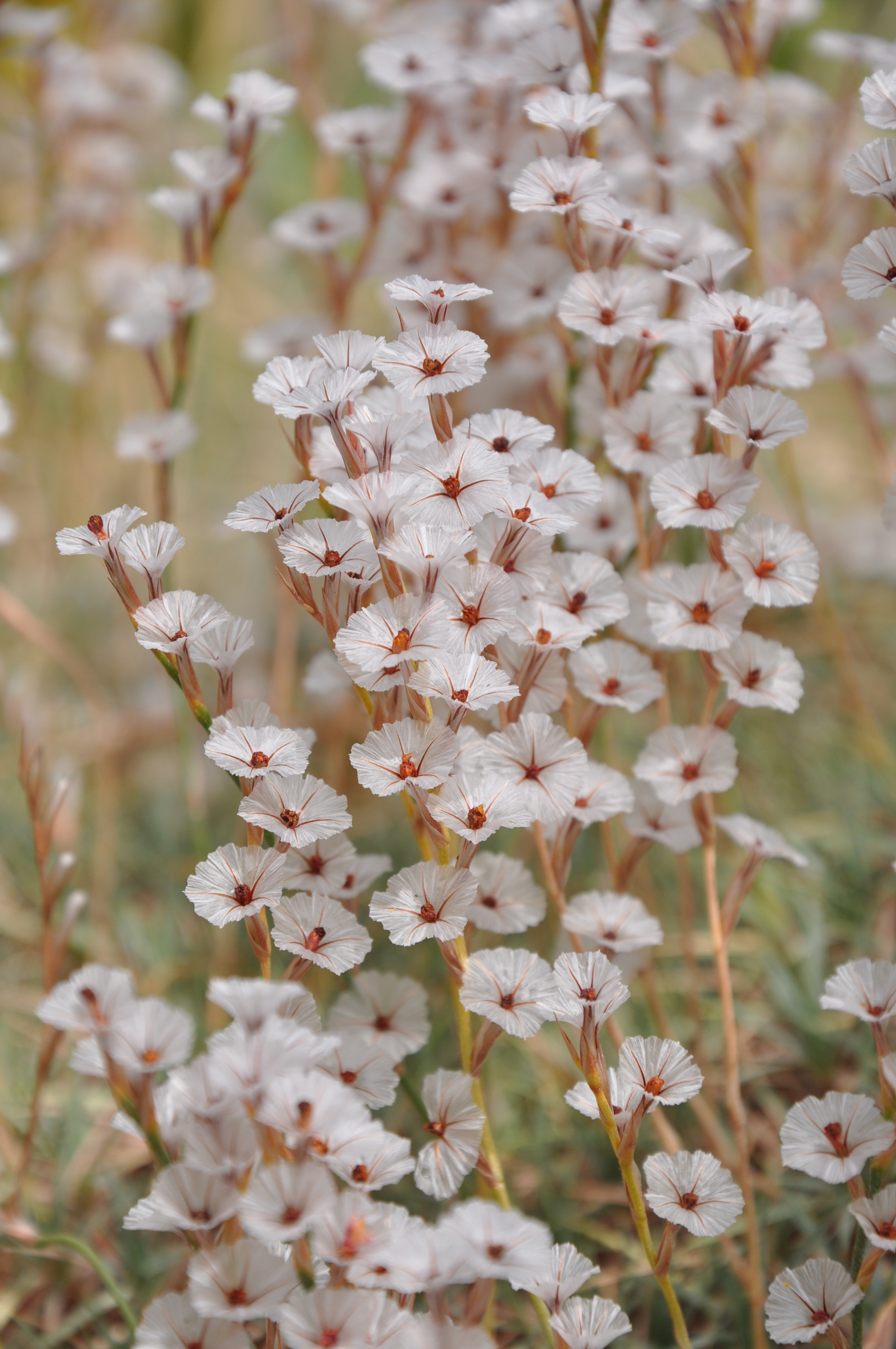